# كريس فارلي
كريس فارلي (بالإنجليزية: Chris Farley) (مواليد 15 فبراير 1964 - الوفاة 18 ديسمبر 1997) هو ممثل أمريكي بدأ مسيرته الفنية عام 1990.

## روابط خارجية
- كريس فارلي على موقع IMDb (الإنجليزية)
- كريس فارلي على موقع الموسوعة البريطانية (الإنجليزية)
- كريس فارلي على موقع روتن توميتوز (الإنجليزية)
- كريس فارلي على موقع ألو سيني (الفرنسية)
- كريس فارلي على موقع ميوزك برينز (الإنجليزية)
- كريس فارلي على موقع تيرنر كلاسيك موفيز (الإنجليزية)
- كريس فارلي على موقع أول موفي (الإنجليزية)
- كريس فارلي على موقع بوكس أوفيس موجو (الإنجليزية)
- كريس فارلي على موقع قاعدة بيانات الأفلام السويدية (السويدية)
- كريس فارلي على موقع إن إن دي بي (الإنجليزية)